# عاصفة رعدية ثلجية

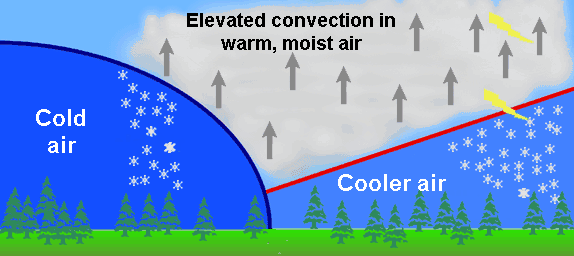
تشكّل عاصفة رعدية ثلجية بحدوث جبهة مقفلة.

العاصفة الرعدية الثلجية (ملاحظة 1) هو نوع نادر الحدوث  من العواصف الرعدية الذي يكون الهطول فيه ثلجاً بدلاً من المطر.
يمكن أن تتشكل العاصفة الرعدية الثلجية في المناطق التي تكون فيها التيارات الهوائية الصاعدة للأعلى قوية وداخل القسم البارد من إعصار خارج استوائي. بالإضافة إلى الثلج يمكن أن يهطل البَرَد الدقيق أو البَرَد العادي. 

## هوامش
- ملاحظة 1 تسمى أيضاً عاصفة رعدية شتوية أو عاصفة ثلجية رعدية؛ يقابلها باللغة الإنجليزية Thundersnow